# Greenville-Pickens Speedway
De Greenville-Pickens Speedway is een racecircuit gelegen in Greenville, South Carolina. Het is een ovaal circuit van 0,5 mijl of 800 meter in lengte. Het opende in 1940 met een onverhard wegdek en werd in 1970 geplaveid.
Tussen 1951 en 1971 werd het circuit gebruikt voor wedstrijden uit de NASCAR Grand National Series met de Greenville 200 en de Pickens 200. Richard Petty is met zes overwinningen recordhouder op het circuit, Bobby Isaac en David Pearson elk vier keer.
In 1983 werd het circuit twee keer gebruikt voor een race uit de Busch Series. Momenteel wordt het circuit gebruikt voor wedstrijden uit de Whelen All-American Series en diverse andere kleinere raceklasses.